# ATP-toernooi van Pörtschach am Wörthersee
Het ATP-toernooi van Pörtschach was een tennistoernooi voor mannen dat tussen 2006 en 2008 op de ATP-kalender stond.
Voorheen vond het toernooi plaats in Sankt Pölten van 1994 tot 2005, Genua van 1990 tot 1993 en Bari van 1981 tot 1989, waarvan de eerste 3 jaar als challengertoernooi.
In 2009 heeft de Kitzbüheler Tennisclub, de organisatie achter het Oostenrijkse ATP-toernooi van Kitzbühel, de toernooilicentie overgenomen. Het ATP-toernooi van Kitzbühel was haar licentie kwijtgeraakt na de editie van 2008, omdat de licentiehouder Ion Țiriac het huurcontract met de Kitzbüheler Tennisclub beëindigd had en zijn licentie was gaan verhuren aan het Masters toernooi van Madrid. Hiermee dreigde Kitzbühel haar toernooi kwijt te raken. Het ATP-toernooi van Kitzbühel is toen op zoek gegaan naar een nieuwe licentie en heeft de licentie van het ATP-toernooi van Pörtschach am Wörthersee overgekocht.

## Finales

### Enkelspel
| Jaar                     | Winnaar               | Runner-up              | Score         |
| Bari                     | Bari                  | Bari                   | Bari          |
| ------------------------ | --------------------- | ---------------------- | ------------- |
| 1984                     | Henrik Sundström      | Pedro Rebolledo        | 7-5, 6-4      |
| 1985                     | Claudio Panatta       | Lawson Duncan          | 6-2, 1-6, 7-6 |
| 1986                     | Kent Carlsson         | Horacio de la Peña     | 7-5, 6-7, 7-5 |
| 1987                     | Claudio Pistolesi     | Francesco Cancellotti  | 6-7, 7-5, 6-3 |
| 1988                     | Thomas Muster (1)     | Marcelo Filippini      | 2-6, 6-1, 7-5 |
| 1989                     | Juan Aguilera         | Marián Vajda           | 4-6, 6-3, 6-4 |
| Genua                    |                       |                        |               |
| 1990                     | Ronald Agenor         | Tarik Benhabilès       | 3-6, 6-4, 6-3 |
| 1991                     | Carl-Uwe Steeb        | Jordi Arrese           | 6-3, 6-4      |
| 1992                     | Andrej Medvedev       | Guillermo Pérez Roldán | 6-3, 6-4      |
| 1993                     | Thomas Muster (2)     | Magnus Gustafsson      | 7-6, 6-4      |
| Sankt Pölten             |                       |                        |               |
| 1994                     | Thomas Muster (3)     | Tomás Carbonell        | 4-6, 6-2, 6-4 |
| 1995                     | Thomas Muster (4)     | Bohdan Ulihrach        | 6-3, 3-6, 6-1 |
| 1996                     | Marcelo Ríos (1)      | Félix Mantilla         | 6-2, 6-4      |
| 1997                     | Marcelo Filippini     | Patrick Rafter         | 7-6, 6-2      |
| 1998                     | Marcelo Ríos (2)      | Vincent Spadea         | 6-2, 6-0      |
| 1999                     | Marcelo Ríos (3)      | Mariano Zabaleta       | 4-4, opgave   |
| 2000                     | Andrei Pavel          | Andrew Ilie            | 7-5, 3-6, 6-2 |
| 2001                     | Andrea Gaudenzi       | Markus Hipfl           | 6-0, 7-5      |
| 2002                     | Nicolás Lapentti      | Fernando Vicente       | 7-5, 6-4      |
| 2003                     | Andy Roddick          | Nikolaj Davydenko      | 6-3, 6-2      |
| 2004                     | Filippo Volandri      | Xavier Malisse         | 6-1, 6-4      |
| 2005                     | Nikolaj Davydenko (1) | Jürgen Melzer          | 6-3, 2-6, 6-4 |
| Pörtschach am Wörthersee |                       |                        |               |
| 2006                     | Nikolaj Davydenko (2) | Andrei Pavel           | 6-0, 6-3      |
| 2007                     | Juan Mónaco           | Gaël Monfils           | 7-6(3), 6-0   |
| 2008                     | Nikolaj Davydenko (3) | Juan Mónaco            | 6-2, 2-6, 6-2 |

### Dubbelspel
| Jaar                     | Winnaar                                | Runner-up                            | Score             |
| Bari                     | Bari                                   | Bari                                 | Bari              |
| ------------------------ | -------------------------------------- | ------------------------------------ | ----------------- |
| 1984                     | Stanislav Birner Libor Pimek           | Marcel Freeman Tim Wilkison          | 2-6, 7-6, 6-4     |
| 1985                     | Alejandro Ganzábal Claudio Panatta (1) | Marcel Freeman Laurie Warder         | 6-4, 6-2          |
| 1986                     | Gary Donnelly Tomáš Šmíd               | Sergio Casal Emilio Sánchez          | 2-6, 6-4, 6-4     |
| 1987                     | Christer Allgardh Ulf Stenlund         | Roberto Azar Marcelo Ingaramo        | 2-6, 7-5, 7-5     |
| 1988                     | Thomas Muster Claudio Panatta (2)      | Francesco Cancellotti Simone Colombo | 6-3, 6-1          |
| 1989                     | Simone Colombo Claudio Mezzadri        | Sergio Casal Javier Sánchez          | 0-6, 6-3, 6-3     |
| Genua                    |                                        |                                      |                   |
| 1990                     | Tomás Carbonell Udo Riglewski          | Cristiano Caratti Federico Mordegan  | 7-6, 7-6          |
| 1991                     | Marcos Górriz Alfonso Mora             | Massimo Ardinghi Massimo Boscatto    | 5-7, 7-5, 6-3     |
| 1992                     | Shelby Cannon Greg Van Emburgh         | Paul Haarhuis Mark Koevermans        | 6-1, 6-1          |
| 1993                     | Sergio Casal Emilio Sánchez            | Mark Koevermans Greg Van Emburgh     | 6-3, 7-6          |
| Sankt Pölten             |                                        |                                      |                   |
| 1994                     | Vojtěch Flégl Andrew Florent           | Adam Malik Jeff Tarango              | 3-6, 6-1, 6-4     |
| 1995                     | Bill Behrens Matt Lucena               | Libor Pimek Byron Talbot             | 7-5, 6-4          |
| 1996                     | Ctislav Doseděl Pavel Vízner           | David Adams Menno Oosting            | 6-7, 6-4, 6-3     |
| 1997                     | Kelly Jones Scott Melville             | Luke Jensen Murphy Jensen            | 6-2, 7-6          |
| 1998                     | Jim Grabb David Macpherson             | David Adams Wayne Black              | 6-4, 6-4          |
| 1999                     | Andrew Florent Andrej Olchovski        | Brent Haygarth Robbie Koenig         | 5-7, 6-4, 7-5     |
| 2000                     | Mahesh Bhupathi Andrew Kratzmann       | Andrea Gaudenzi Diego Nargiso        | 7-6, 6-7, 6-4     |
| 2001                     | Petr Pála (1) David Rikl (1)           | Jaime Oncins Daniel Orsanic          | 6-3, 5-7, 7-5     |
| 2002                     | Petr Pála (2) David Rikl (2)           | Mike Bryan Michael Hill              | 7-5, 6-4          |
| 2003                     | Simon Aspelin (1) Massimo Bertolini    | Sargis Sargsian Nenad Zimonjić       | 6-4, 6-7, 6-3     |
| 2004                     | Mariano Hood Petr Pála (3)             | Tomáš Cibulec Leoš Friedl            | 3-6, 7-5, 6-4     |
| 2005                     | Lucas Arnold Ker Paul Hanley (1)       | Martin Damm Mariano Hood             | 6-3, 6-4          |
| Pörtschach am Wörthersee |                                        |                                      |                   |
| 2006                     | Paul Hanley (2) Jim Thomas             | Oliver Marach Cyril Suk              | 6-3, 4-6, [10-5]  |
| 2007                     | Simon Aspelin (2) Julian Knowle        | Leoš Friedl David Škoch              | 7-6, 5-7, [10-5]  |
| 2008                     | Marcelo Melo André Sá                  | Julian Knowle Jürgen Melzer          | 7-5, 6-7, [13-11] |

## Statistieken

### Meeste enkelspeltitels
| Aantal titels | Speler            | Jaren                  |
| ------------- | ----------------- | ---------------------- |
| 4             | Thomas Muster     | 1995, 1994, 1993, 1988 |
| 3             | Nikolaj Davydenko | 2008, 2006, 2005       |
| 3             | Marcelo Ríos      | 1999, 1998, 1996       |

### Meeste enkelspeltitels per land
| Aantal titels | Land       |
| ------------- | ---------- |
| 4             | Italië     |
| 4             | Oostenrijk |
| 3             | Chili      |
| 3             | Rusland    |
| 2             | Zweden     |

 Bari: 1984 · 1985 · 1986 · 1987 · 1988 · 1989 ·  Genau: 1990 · 1991 · 1992 · 1993 ·  Sankt Pölten: 1994 · 1995 · 1996 · 1997 · 1998 · 1999 · 2000 · 2001 · 2002 · 2003 · 2004 · 2005 ·  Pörtschach am Wörthersee: 2006 · 2007 · 2008
 Bari (1984-1989) →  Genua (1990-1993) →
 Sankt Pölten (1994-2005) →  Pörtschach (2006-2008) →  Kitzbühel (2009) →  Nice (2010-2016) →  Lyon (2017-2024)
* Per 2025: samenvoeging licentie met de licentie van MTTC Iphitos ter opwaardering naar ATP 500
ITF-toernooien (mannen en vrouwen)

ATP-toernooien (mannen) – ATP-seizoen 2025

WTA-toernooien (vrouwen) – WTA-seizoen 2025

Voormalige toernooien mannen
Voormalige toernooien vrouwen
Voormalige amateurtoernooien